# Kiadtiphon Udom
Kiadtiphon Udom (thailändisch เกียรติพล อุดม, * 26. Juni 2000 in Roi Et), auch als Aom bekannt, ist ein thailändischer Fußballspieler.

## Karriere
Kiadtiphon Udom erlernte das Fußballspielen in der Jugendmannschaft vom Erstligisten Bangkok Glass. Hier unterschrieb er am 1. Januar 2018 auch seinen ersten Profivertrag. Die Saison 2018 wurde er an den Siam FC ausgeliehen. Der Verein aus der Hauptstadt Bangkok spielte in der vierten thailändischen Liga. Die Saison 2019 stand er ebenfalls per Ausleihe bei Army United unter Vertrag. Der ebenfalls in Bangkok beheimatete Verein spielte in der zweiten Liga. Nachdem die Army Ende 2019 bekannt gab, dass man sich aus dem Ligabetrieb zurückzieht, wechselte er wieder auf Leihbasis zum Drittligisten Raj-Pracha FC. Am Ende der Saison 2020/21 wurde er mit Raj-Pracha Vizemeister der Westerm Region und stieg anschließend in die zweite Liga auf. Sein Zweitligadebüt gab Kiadtiphon Udom am 4. September 2021 (1. Spieltag) im Auswärtsspiel gegen den Chainat Hornbill FC. Hier stand er in der Startelf und stand die kompletten 90 Minuten im Tor. Das Spiel endete 0:0. In der Hinrunde stand er für Raj-Pracha 14-mal in der zweiten Liga zwischen den Pfosten. Zur Rückrunde 2021/22 wechselte er im Dezember 2021 auf Leihbasis nach Chiangmai zum Ligakonkurrenten Chiangmai FC. Für Chiangmai stand er 15-mal zwischen den Pfosten. Im Dezember 2022 kehrte er nach der Ausleihe zu BG zurück. Am 20. Mai 2023 stand BG das Endspiel des Thai League Cup. Das Finale wurde gegen Buriram United mit 2:0 verloren. Zu Beginn der Saison 2023/24 wechselte er im Juni 2023 auf Leihbasis zum Zweitligisten Chainat Hornbill FC. Für den Zweitligisten aus Chainat bestritt er sieben Ligaspiele. Nach der Hinrunde lieh ihn im November 2023 der Drittligist Pattani FC aus. Für den Verein aus Pattani stand er zweimal in der Southern Region der Liga im Tor. Der Nara Club, ein Drittligist aus Japan, lieh ihn im Januar 2024 aus. In Japan kam er nicht zum Einsatz. Im Juli 2024 kehrte er nach der Ausleihe zu BG zurück. Nach seiner Rückkehr wechselte er Ende Juli 2024 auf Leihbasis zum Erstligisten Chiangrai United. Nachdem er für den Verein aus Chiangrai nicht zum Einsatz gekommen war, wurde er im Dezember 2024 an den Zweitligisten Phrae United FC verliehen.

## Erfolge
Raj-Pracha FC
- Thai League 3 – West: 2020/21 (Vizemeister)  ▲

BG Pathum United FC
- Thailändischer Ligapokalfinalist: 2022/23